# Бусије (Рибник)
Бусије су насељено мјесто у општини Рибник, Република Српска, БиХ. Према попису становништва из 1991. у насељу је живјело 204 становника.

## Географија
Бусије, село у општини Рибник. Налази се на око 700 м.н.в., површине 4,15 км² (1991), удаљено око 8 км од општинског центра. Припада мјесној заједници Рибник. Разбијеног је типа, а засеоци су: Ваганац, Дмитровићи и Рисовићи. Смјештено је на брдско-планинском терену, богатом шумама. Кроз атар пролази асфалтни путкоји спаја општину Рибник са општинама Источни Дрвар и Мркоњић Град.

## Историја
До 1956. село Бусије је припадало општини Рибник, а потом општини Кључ, којој је припојена територија општине Рибник. Дејтонским мировним споразумом 1995. село је припало РС, општини Српски Кључ (од 2004. општина Рибник).
За вријеме Другог свјетског рата (децембар 1943.-јун 1944)у селу је била смјештена редакција и штампарија листа "Ослобођење".
Четворогодишња основна школа радила је 1960-1978, али је затворена због малог броја ђака.

## Становништво
Бусије су 1948. имале 75 домаћинстава и 464 становника; 1961. - 523 становника; 1991. - 204 (200Срба и четири Југословена); 2013.- 59 домаћинстава и 135 становника. Породица Бањац слави Јовањдан; Васиљевић - Михољдан; Вејин - Св. Василија Великог; Дакић, Дмитровић, Јованић, Каурин, Никић, Рисовић - Ђурђевдан; Марковић - Св. Јована Златоустог.
| Националност       | 1991. | 1981. | 1971. | 1961. |
| Срби               | 200   | 270   | 435   | 521   |
| Југословени        | 4     | 13    |       |       |
| Хрвати             |       |       | 4     |       |
| Црногорци          |       |       |       | 1     |
| остали и непознато |       |       |       | 1     |
| Укупно             | 204   | 283   | 439   | 523   |

| Демографија | Демографија | Демографија |
| Година      | Становника  | Становника  |
| ----------- | ----------- | ----------- |
| 1961.       | 523         |             |
| 1971.       | 439         |             |
| 1981.       | 283         |             |
| 1991.       | 204         |             |